# Heilig Hartbeeld (Neerloon)
Het Heilig Hartbeeld is een standbeeld in de Nederlandse plaats Neerloon, in de provincie Noord-Brabant.

## Achtergrond
Het Heilig Hartbeeld werd in 1943 gemaakt door Albert Meertens. Het beeld is geplaatst op de dijk tegenover de Sint-Victorkerk.

## Beschrijving
De kalkstenen, staande Christusfiguur wijst met beide armen voor zijn lichaam langs naar een vlammend hart op zijn borst. Op de voorzijde van de bakstenen sokkel is een plaquette aangebracht met de tekst 

Heer blijf bij ons!

## Waardering
Het beeldhouwwerk werd in 2000 als rijksmonument in het monumentenregister ingeschreven, het is onder meer van belang "als bijzondere uitdrukking van een sociale en geestelijke ontwikkeling, in het bijzonder de ontwikkeling van de katholieke devotiecultuur, het is tevens van belang voor de typologische ontwikkeling van het H.-Hartmonument."